# (3863) Gilyarovskij
(3863) Gilyarovskij (1978 SJ3) – planetoida z pasa głównego asteroid okrążająca Słońce w ciągu 3 lat i 200 dni w średniej odległości 2,32 j.a. Odkryła ją Ludmiła Żurawlowa 26 września 1978 roku.